# 新潟県道204号島見新発田線

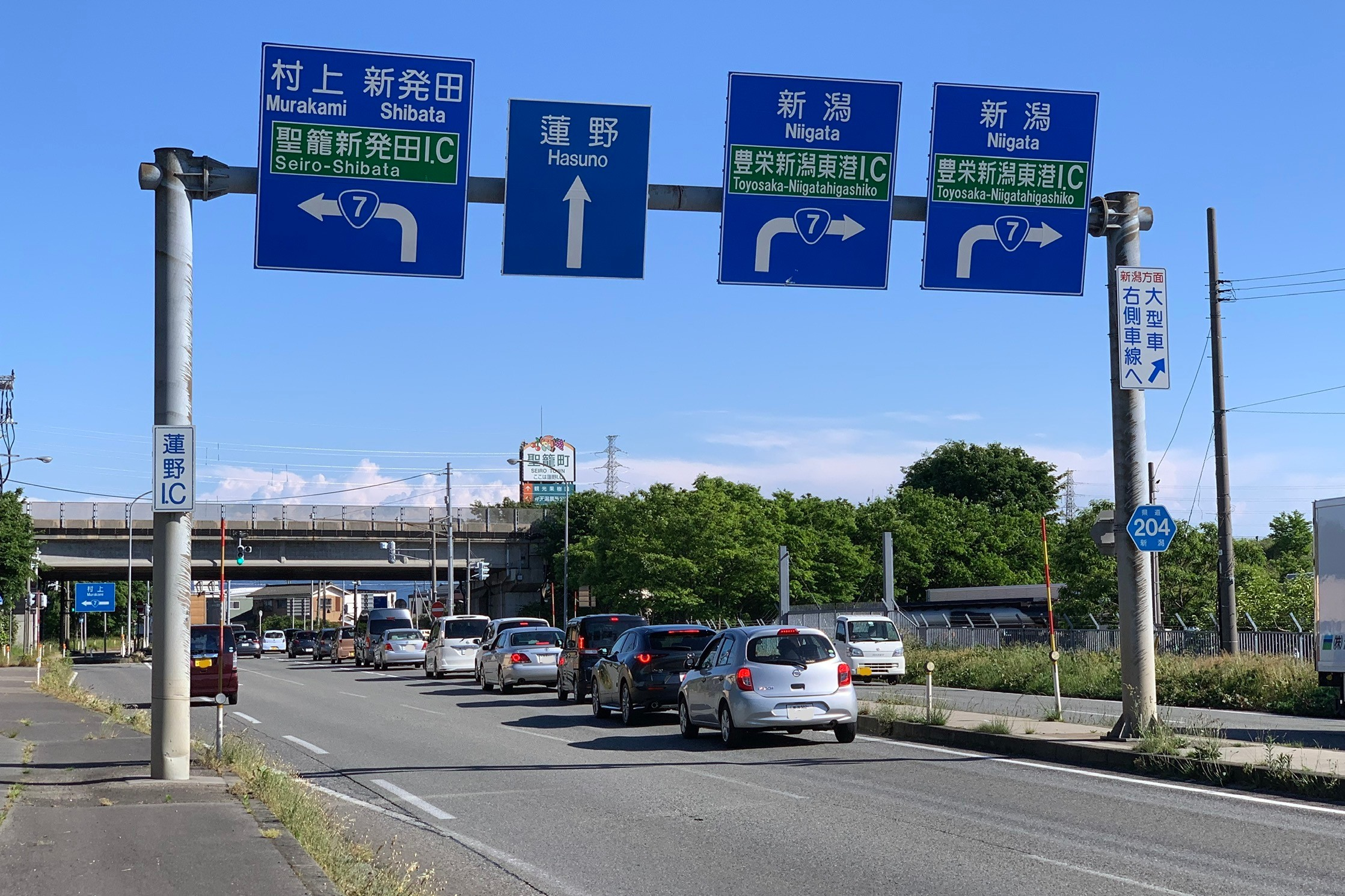
新新バイパスと接続する蓮野IC（2020年5月）

新潟県道204号島見新発田線（にいがたけんどう204ごう しまみしばたせん）は新潟県新潟市（北区）を起点に、同県北蒲原郡聖籠町を経由し同県新発田市に至る一般県道である。

## 概要

### 路線データ
- 起点：新潟県新潟市北区島見町字下往来（新潟県道158号島見豊栄線・新潟県道398号島見濁川線交点）
- 終点：新潟県新発田市佐々木字轟（新潟県道3号新潟新発田村上線・新潟県道26号新発田豊栄線交点）

## 地理

### 通過する自治体
- 新潟県
  - 新潟市（北区） - 北蒲原郡聖籠町 - 新発田市

### 交差する道路
- 新潟県道158号島見豊栄線・新潟県道398号島見濁川線（起点：新潟市北区島見町字下往来）
- 新潟県道46号新潟中央環状線（新潟市北区島見町）
- 新潟市道（太郎代交差点）
- 国道113号、国道345号、新潟県道158号島見豊栄線（島見橋交差点 - 笹山東交差点間重用）
- 新潟県道46号新潟中央環状線（島見橋交差点 - 豊栄IC間重用）
- 国道7号（新新バイパス）（豊栄IC - 大夫興野IC間重用）
- 国道113号、国道345号（東港四丁目 - 蓮野交差点間重用）
- 国道7号（新新バイパス）（蓮野IC）
- 新潟県道3号新潟新発田村上線（追分交差点 - 佐々木交差点（終点）で重複）
- 新潟県道26号新発田豊栄線（終点：佐々木交差点）

## 周辺
- 日本海東北自動車道 聖籠新発田IC/BS
- JR白新線 佐々木駅
- 新潟県警察 新潟県運転免許センター
- 新潟市立南浜小学校
- 聖籠町立蓮野小学校
- 第四北越銀行 東港支店
- 第四北越銀行 新潟東港支店
- JA北越後 佐々木支店
- 太郎代郵便局
- 佐々木郵便局
- 日本海洋石油資源開発 新潟事業所（石油資源開発子会社）
- 新潟石油共同備蓄基地（新潟石油共同備蓄株式会社）
- セイヒョー 本社・新潟工場
- 新潟吉野石膏 本社・工場（吉野石膏生産会社）
- 日軽新潟 本社・工場（日本軽金属グループ）
- 片倉コープアグリ 新潟工場・新潟ファクトリー
- 大川スティール 本社・工場
- サトウ食品 本社・工場
- オリヱント化学工業 新潟事業所
- SUPER CENTER PLANT-4 聖籠店
- 新潟東港
- 新潟県立聖籠緑地